# 本荘村 (岐阜県)
本荘村（ほんじょうむら）は、かつて岐阜県稲葉郡に存在した村である。
区画整理により地名が変更されている場合もあるが、現在の岐阜市本荘町、本荘、本荘西、本荘中ノ町、豊岡町、富沢町、大池町、香取町、鹿島町、葭町、梅園町、久保見町、熊野町、吹上町、権現町、此花町、三ツ又町、島田西町、島田中町、島田東町、鍵屋東町、鍵屋中町、鍵屋西町、木ノ本町、南本荘一条通、南本荘二条通、南本荘三条通、南本荘四条通、千手堂中町、千手堂北町1 - 2丁目、千手堂南町、本荘字五反田 、本荘字角ノ後、本荘字鍵屋前などである。
地名の由来は、美濃国厚見郡平田荘（長講堂領荘園）の中心地であったという説がある。

## 歴史
- 江戸時代後期、この地域は美濃国厚見郡であり、加納藩領であった。
- 1872年（明治5年） - 東鳥屋村、西鳥屋村、北鳥屋村が合併し、鳥屋村となる。
- 1889年（明治22年）7月1日 - 町村制により鳥屋村が発足。
- 1890年（明治23年）3月24日 - 鳥屋村が本荘村に改称する。
- 1897年（明治30年）4月1日[1] - 方県郡の一部、厚見郡、各務郡が合併し、稲葉郡となる。本荘村は稲葉郡となる。
- 1931年（昭和6年）4月1日 - 岐阜市に編入される。

## 交通
- 名岐鉄道鏡島線
  - 千手堂駅・鍵屋駅・本荘駅・森屋駅[2]
- 国鉄東海道本線（通過のみ）[3]

## 学校
- 本荘村立本荘尋常高等小学校（現・岐阜市立本荘小学校）

## 神社・仏閣
- 本荘神社
- 医王寺